# Diukowie Hazzardu: Początek
Diukowie Hazzardu: Początek (ang. The Dukes of Hazzard: The Beginning) – amerykańska komedia sensacyjna z 2007 roku w reżyserii Roberta Berlingera. Prequel filmu Diukowie Hazzardu (2005).

## Fabuła
Nastoletni Bo (Jonathan Bennett) i Luke (Randy Wayne) Diukowie zostają za karę wysłani do miasteczka Hazzard Country. Przez całe lato mają się tam opiekować swoim wujem bimbrownikiem, Jessem (Willie Nelson). Okazuje się, że wspierany przez przekupnego burmistrza bezwzględny Boss Hogg (Christopher McDonald) zamierza zagrabić farmę Diuków. Bo i Luke nie namyślają się długo. Razem ze swoją atrakcyjną kuzynką Daisy (April Scott) stają w obronie rodzinnej posiadłości.

## Obsada
- Jonathan Bennett – Bo Duke
- Randy Wayne – Luke Duke
- Willie Nelson – Wujek Jesse
- Christopher McDonald – Boss Hogg
- April Scott – Daisy Duke
- Adam Shulman – Enos Strate
- Sherilyn Fenn – Lulu Coltrane Hogg
- Harland Williams – Szeryf Rosco P. Coltrane
- Joel Moore – Cooter Davenport
- Jennifer Hill – Brooke Handy
- Trishelle Cannatella – Ally Handy
- Todd Grinnell – Hughie Hogg
- Alex Boling – Ojciec